# Jesper Kristensen
Jesper Kristensen (Esbjerg, 9 ottobre 1971) è un ex calciatore danese, di ruolo centrocampista.

## Caratteristiche tecniche
Era un centrocampista centrale.

## Carriera

### Club
Nato ad Esbjerg, cominciò a giocare dal 1989 nella società della città natale, l'FB. Nella stagione 1990 e nella stagione 1991 realizza due marcature. Nell'estate del 1991 viene acquistato dal Brøndby, società con sede nella capitale danese e neo-campione di Danimarca: nel 1991 infatti vinse il torneo nazionale. Viene schierato titolare dalla prima annata al Brøndby, nella quale conta a fine stagione 21 presenze ed una rete. Nel 1993 scende in campo 31 volte - su 32 partite di campionato - realizzando 3 marcature: la società gialloblu conclude la Superligaen al terzo posto dietro Odense BK e FC Copenaghen, qualificandosi per la Coppa UEFA. Nel campionato del 1994 Kristensen totalizza 25 presenze e 4 gol nel torneo, ed il Brøndby finisce nuovamente al terzo posto; nella Coppa di Danimarca, vincendo la finale ai calci di rigore contro il Næstved BK i Drengene fra Vestegnen ottengono la loro seconda vittoria nella competizione. In Europa, dopo aver sconfitto gli scozzesi del Dundee United e i finlandesi del FC Lahti, si arrendono ai tedeschi del Borussia Dortmund agli ottavi di finale. Kristensen è protagonista dell'edizione, siglando 4 reti, diviene il capocannoniere del Brøndby, 8º di tutto il torneo. Nel 1995 Kristensen gioca 23 incontri, mettendo a segno 3 reti: in questa stagione i gialloblu concludono al secondo posto la Superligaen. Nel 1995 Kristensen si ritira dal calcio giocato, dopo esser sceso in campo altre 3 volte nel corso dell'edizione 1995-96 del campionato danese.
Con il Brøndby totalizza 129 presenze in tutte le competizioni, 103 delle quali in campionato e 11 marcature.

### Nazionale
Dopo aver esordito nell'aprile del 1994 con la Nazionale maggiore, Kristensen gioca le partite di Confederations Cup 1995 contro Messico, Nazionale di calcio dell'Arabia Saudita e la finale contro l'Argentina, vinta per 2-0.

## Palmarès

### Club

#### Competizioni nazionali
- Landspokalturneringen: 1

Brøndby: 1993-1994

### Nazionale
- Confederations Cup: 1

Danimarca: 1995

### Individuale
- Calciatore danese dell'anno Under-21: 1

1993